# Strenči
Strenči (németül: Stackeln)  kisváros  Lettországban.

## Fekvése
Strenči Lettország második legnagyobb folyójának, a Gaujának partján, a Riga–Tartu-vasútvonal mentén található. A település Vidzeme tájegység tőzegben nagyon gazdag területén helyezkedik el. Jelentős közlekedési csomópont és egészségügyi központ. A várostól 25 km-re van az észt határ és mindössze 3 km-re Seda városa.

## Története
Strenčiről az első írásos feljegyzés a 17. századból származik, egy térkép, amely Strenčit mint a Rigát Dorpattal (Tartu) összekötő postaút egyik állomását tünteti fel.
1889-ben készül el a Riga–Pszkov-vasútvonal, amely közvetlen összeköttetést biztosított a Orosz Birodalom fővárosával, Szentpétervárral.
1904–1907 között épül fel Strenčiben a Vidzemei kormányzóság központi kórháza. Ennek a kórháznak részeként nyílt meg 1907-ben a mai Lettország területén az első pszichiátriai kórház.
Strenči 1928-ban kapott városi jogokat. A 2009-es közigazgatási reformig Lettország Valka járásához tartozott.

## Látnivalók
- Gyógyszertár (1901)
- Evangélikus templom (1907, tervezte F. Skujiņš)
- Pszichiátriai és Neurológiai Intézet (1907, tervezte A. Reinbergs). Az intézetben érdekes múzeum is található.
- A Gauja vasbeton hídja (1909) ipartörténeti műemlék.